# Плисовка
Пли́совка (бел. Плі́саўка) — река в Поставском районе Витебской области Белоруссии. Правый приток реки Голбица.

## Гидрография
Река Плисовка вытекает из озера Плисса в 2 км северо-восточнее деревни Луцк-Козловск. Течёт по юго-западной части Полоцкой низменности. Впадает в Голбицу с правой стороны. В устье находится деревня Пискуны, напротив устья на другом берегу Голбицы — деревня Кевличи.
Длина реки составляет 14 км. Площадь водосбора — 49 км². Средний уклон реки — 2 м/км.
Бо́льшая часть русла (на протяжении 12,3 км от истока) канализована. Река принимает сток множества мелиорационных каналов.